# Kråksten
Kråksten är ett naturreservat i Fagersta kommun i Västmanlands län.
Området är naturskyddat sedan 2007 och är 169 hektar stort. Reservatet ligger norr om Sundbo Dammsjön och omfattar Dammsjöberget. Det består av gamla lövträd och gamla tallar med hällmarkstallar högre upp och barrskog med små myrmarker i svackor. 